# 丹·威尔顿
丹尼尔·克莱夫·「丹」·惠尔登（Daniel Clive "Dan" Wheldon，1978年6月22日—2011年10月16日）是一名英国印第賽車手。他是2005年印第賽車系列賽冠军，以及2005年和2011年印第安纳波利斯500的优胜者。2011年10月16日的拉斯維加斯印第賽車赛事中，15名車手(包括威爾頓)在賽事第11圈發生碰撞事故，威爾頓當場伤重逝世，終年33歲。事後，大會在賽事第12圈即時終止比賽，並且懇請其他印第賽車手以慢駛5圈來致敬威爾頓，以表達威爾頓的榮譽。威爾頓逝世後，印第賽車活動在2012年開始不再在拉斯維加斯高速賽道舉行。